# Spartiniphaga norma
Spartiniphaga norma är en fjärilsart som beskrevs av Morrison 1875. Spartiniphaga norma ingår i släktet Spartiniphaga och familjen nattflyn. Inga underarter finns listade i Catalogue of Life.